# Rosensjö

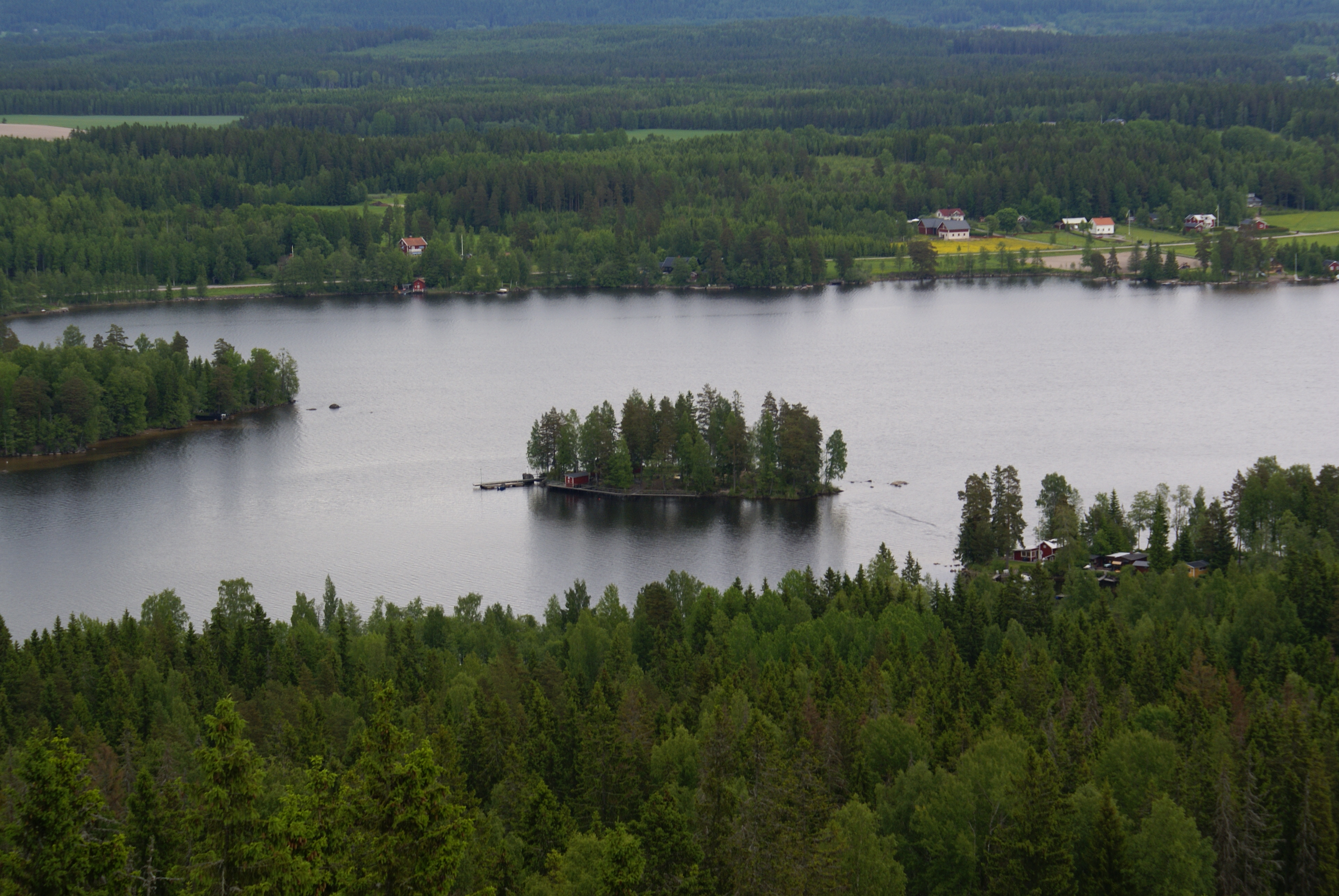
Rosensjö till höger, bild från Knappedshöjden vid naturreservatet Lunnedet.

Rosensjö är både namnet på ett område nordväst om Karlskoga och en gård vid sjön Lonnen. Länsväg 237 förbinder Karlskoga med Storfors och passerar Rosensjö.
Gården Rosensjö kan spåras tillbaka till 1500-talet.